# Gran Premi d'Imola de motociclisme
El Gran Premi d'Imola de motociclisme fou un esdeveniment esportiu que es disputà en 4 ocasions entre el 1996 i el 1999 al Circuit d'Imola, dins del calendari del Campionat del món de motociclisme.

## Noms oficials i patrocinadors
- 1996: Gran Premio IP Città di Imola
- 1997: Gran Premio Città di Imola (sense patrocinador oficial)[1]
- 1998: Gran Premio Cirio Città di Imola[2]
- 1999: Gran Premio Breil Città di Imola[3]

## Guanyadors múltiples

### Pilots
| # Victòries | Pilot           | Victòries | Victòries        |
| # Victòries | Pilot           | Categoria | Anys             |
| ----------- | --------------- | --------- | ---------------- |
| 3           | Mick Doohan     | 500cc     | 1996, 1997, 1998 |
| 2           | Valentino Rossi | 250cc     | 1998             |
| 2           | Valentino Rossi | 125cc     | 1997             |

### Constructors
| # Victòries | Constructor | Victòries | Victòries              |
| # Victòries | Constructor | Categoria | Anys                   |
| ----------- | ----------- | --------- | ---------------------- |
| 9           | Honda       | 500cc     | 1996, 1997, 1998, 1999 |
| 9           | Honda       | 250cc     | 1996, 1997, 1999       |
| 9           | Honda       | 125cc     | 1998, 1999             |
| 3           | Aprilia     | 250cc     | 1998                   |
| 3           | Aprilia     | 125cc     | 1996, 1997             |

## Guanyadors per any
| Any  | Circuit | 125 cc          | 125 cc  | 250 cc          | 250 cc  | 500 cc        | 500 cc | Detalls |
| Any  | Circuit | Pilot           | Moto    | Pilot           | Moto    | Pilot         | Moto   | Detalls |
| ---- | ------- | --------------- | ------- | --------------- | ------- | ------------- | ------ | ------- |
| 1999 | Imola   | Marco Melandri  | Honda   | Loris Capirossi | Honda   | Àlex Crivillé | Honda  | Detalls |
| 1998 | Imola   | Tomomi Manako   | Honda   | Valentino Rossi | Aprilia | Mick Doohan   | Honda  | Detalls |
| 1997 | Imola   | Valentino Rossi | Aprilia | Max Biaggi      | Honda   | Mick Doohan   | Honda  | Detalls |
| 1996 | Imola   | Masaki Tokudome | Aprilia | Ralf Waldmann   | Honda   | Mick Doohan   | Honda  | Detalls |